# Tremblement
Pour les articles homonymes, voir Tremblement (homonymie).
Les tremblements sont des mouvements anormaux involontaires, rythmiques et oscillatoires, de faible amplitude. Ils peuvent être unilatéraux ou bilatéraux.
La médecine s'intéresse depuis longtemps aux tremblements pathologiques ou symptomatiques (par exemple de l'alcoolisme ou de l'épilepsie).

## Tremblement de repos
Tremblement présent au repos, diminuant ou disparaissant lors des mouvements. Fait partie de la triade du syndrome extrapyramidal avec l'akinésie et l'hypertonie. Il affecte le plus souvent le membre supérieur ou le membre inférieur, plus rarement le menton. Les anciens auteurs en ont fait une description précise : le patient donne l'impression de « compter sa monnaie », de « rouler de la mie de pain » ou de « battre sa coulpe ».
Exemple : la maladie de Parkinson.

## Tremblement d'attitude (ou tremblement postural)

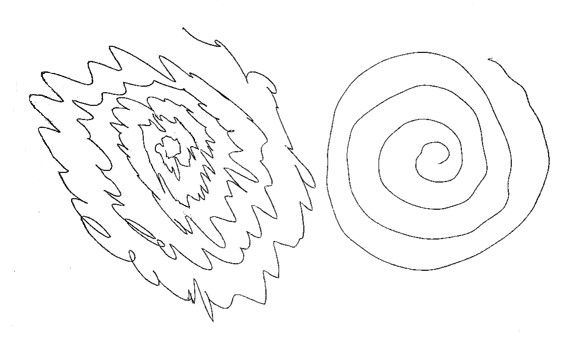
Spirales dessinées par un homme de 22 ans souffrant de tremblements essentiels unilatéral (tremblement d'attitude).La spirale de gauche a été dessinée par le sujet avec sa main gauche, et celle de droite avec sa main droite.

Tremblement présent lors du maintien d'une position. Tremblement de fréquence rapide (plus rapide que le tremblement de repos), lié aux contractions des muscles agonistes et antagonistes. Sa fréquence varie de 3 à 12 Hz. Il disparaît en position de repos sauf lorsqu'il est très intense. Il peut être bénin ou très sévère.
Exemples : tremblement essentiel,, (éventuellement congénital), tremblement iatrogène médicamenteux, par exemple induit par l'amiodarone, émotion, excitants.

## Tremblement d'action
Également appelé tremblement intentionnel, il survient lors de mouvements volontaires précis, tels que verser de l'eau dans un verre ou toucher le bout de son nez avec le doigt. Il est à différencier du pseudo-tremblement d'origine cérébelleuse (mouvements ataxiques, désordonnés, dans le cadre d'un syndrome cérébelleux cinétique).
Exemple : tremblement essentiel, tremblement de la sclérose en plaques

## Tremblement psychogène
Il s'agit d'un tremblement ne correspondant à aucune pathologie neurologique, mais ayant une origine psychogène. Le tremblement peut être alors à la fois au repos et à l'action (ce qui est inhabituel), et présenter un caractère polymorphe ainsi que des atypies. 